# Oniris - I sogni erotici di Silvia
Oniris - I sogni erotici di Silvia è un film del 2007 diretto da Enrico Bernard.
La pellicola ha come protagonista Silvia Rocca, al suo esordio come attrice.

## Trama
Un viaggio introspettivo nell'immaginario erotico di una giovane donna, la quale alle prese con il dilemma della sua vita: fermarsi alla quotidianità, quindi una famiglia stabile ed una vita regolare, oppure scegliere di assecondare le sue fantasie erotiche.